# Пирс (отсек за скачване)
Пирс е двустранен кей за приставане и швартоване на космически кораби.
„Пирс“ е един от двата планирани руски отсека за скачване. Изстрелян е през август 2001 г. Този модул допринася за станцията с допълнителни места за скачване и за възможност за излизане в открития космос на космонавтите, носещи скафандъра „Орлан“. Когато през 2001 г. руския сегмент на МКС е преразгледан, конструирането на „СО-2“ (вторият отсек) е отказано. Сега СО-2 формира базовия дизайн за модул Поиск (МИМ-2). Въпреки че „Пирс“ е единствения отсек за излизане в открития космос от руския сегмент на станцията, космонавтите могат да използват и Съвместна шлюзова камера Куест от американския сегмент за разходки в космоса.

## Конструкция и дизайн
Пирс е конструиран от РКК Енергия. Конструкцията и дизайнът му са близки до модула за скачване на Мир използван на станция Мир. Осигурява места за скачване на космическите кораби „Союз“ и „Прогрес“. Освен това има 2 допълнителни отсека за излизане в открития космос от космонавтите, носещи скафандър от тип „Орлан“.

## Изстрелване
Тежащият 3580 kg „Пирс“ е скачен с надир (дъното, гледащо към Земята) отсека на сервизен модул „Звезда“. Скачването е завършено на 6 септември 2001 г. по времето на 3 излизания в открития космос на космонавти от „Експедиция 3“.
Модулът е изстрелян на 14 септември 2001 г. на ракета-носител „Союз-У“ заедно с модифициран кораб „Прогрес“ („Прогрес М-СО1“), като последна степен на ракетата. Отсекът за скачване има 2 основни функции. Служи за отсек за скачване с руските снабдителни кораби до МКС и като място за изпълнение на космически разходки от руските космонавти.
Пирс може да транспортира гориво от резервните цистерни на кораб „Прогрес“ до модулите „Заря“ и „Звезда“. Също може да транспортира пропелант от „Заря“ и „Звезда“ към скачения снабдителен кораб. Планирания живот на отесека за скачване „Пирс“ е бил 5т години.

## Бъдеще
Пирс се планира да бъде разкачен от надир отсека (към дъното на станцията) на модул Звезда за да направи място за модул „Наука“, който трябва да бъде изстрелян през декември 2011 г. Пирс ще бъде разрушен при обратното навлизане в атмосферата и така ще стане първият модул на МКС излязъл от употреба.

## Характеристики
| Дължина             | 4,91 m  |
| Максимален диаметър | 2,55 m  |
| Маса                | 3580 kg |
| Обем                | 13 m3   |